# 8 v. Chr.
Portal Geschichte | Portal Biografien | Aktuelle Ereignisse | Jahreskalender | Tagesartikel

◄ |
2. Jahrhundert v. Chr. |
1. Jahrhundert v. Chr. |
1. Jahrhundert |
►

◄ | 20er v. Chr. | 10er v. Chr. | 0er v. Chr. | 0er |
10er |
►

◄◄ | ◄ | 11 v. Chr. | 10 v. Chr. | 9 v. Chr. | 8 v. Chr. |
7 v. Chr. |
6 v. Chr. |
5 v. Chr. |
► |
►►
Staatsoberhäupter

## Ereignisse
- Der Monat Sextilis wird in Augustus umbenannt.
- Dritte Verlängerung des imperium proconsulare des Augustus um 10 Jahre. Das imperium proconsulare bildete eines der zentralen Herrschaftsinstrumente des Augustus und seiner Nachfolger (oberste Befehlsgewalt über die in den gefährdeten Provinzen stationierten Legionen), wurde dem Prinzeps Augustus jedoch nie auf Lebenszeit verliehen, sondern vom Senat lediglich verlängert: 18 und 13 v. Chr. um 5 Jahre, 8 v. Chr. sowie 3 und 13 n. Chr. um 10 Jahre.[1] Erst Tiberius erhielt das imperium proconsulare am 19. August 14 n. Chr. auf Lebenszeit.[2]

## Gestorben

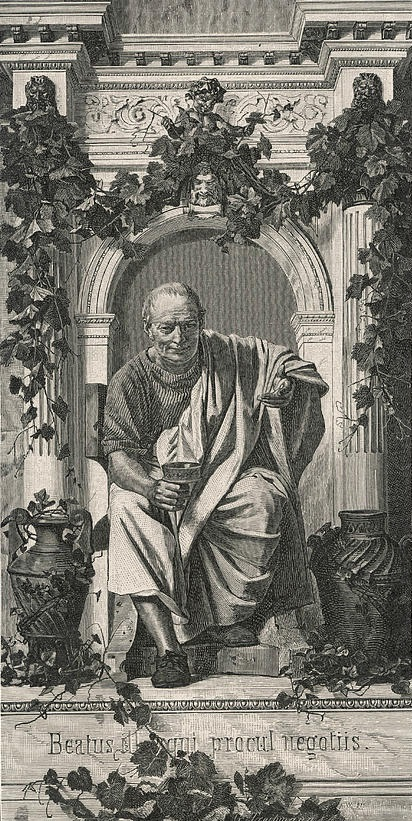
Horaz (Phantasiedarstellung nach Anton von Werner)

- 27. November: Horaz (Quintus Horatius Flaccus), römischer Dichter und Philosoph (* 65 v. Chr.)
- Gaius Maecenas, römischer Politiker und Kunstförderer (* um 70 v. Chr.)
- um 8 v. Chr.: Titus Statilius Taurus, römischer Politiker und Feldherr (* vor 60 v. Chr.)